# Hedwig Katscher
Hedwig Clara Katscher (* 25. April 1898 in Wien, Österreich-Ungarn; † 2. Oktober 1988 in London) war eine österreichische Lyrikerin.

## Leben
Die Tochter eines Kaufmanns arbeitete nach dem Studium der Physik und Mathematik in Wien und der Promotion als Archivleiterin in einem bibliographischen Institut sowie im Generalsekretariat eines Industrieunternehmens. Nach Verlust der Arbeitsstelle begleitete sie ihren Mann, einen Chemiker, nach Moskau, und 1934 nach Sizilien. 1938 emigrierte sie nach England. 1953 kehrte Katscher nach Wien zurück, wo sie bis etwa 1978 erneut als Archivarin tätig war.
Emigration und Holocaust spiegeln sich in ihrem ersten Lyrikband Flutumdunkelt (1964).

## Werke (Auswahl)
- Zwischen Herzschlag und Staub (1969)
- Steinzeit (1977)
- Versteckenspiel (1982)
- Kosmosrose (1987)